# Mount Ulandra
Mount Ulandra är ett berg i Australien. Det ligger i regionen Junee och delstaten New South Wales, i den sydöstra delen av landet, omkring 320 kilometer väster om delstatshuvudstaden Sydney. Toppen på Mount Ulandra är 761 meter över havet. Mount Ulandra ingår i Cooba Mountains.
Mount Ulandra är den högsta punkten i trakten. Runt Mount Ulandra är det mycket glesbefolkat, med 2 invånare per kvadratkilometer.. Närmaste större samhälle är Illabo, omkring 14 kilometer väster om Mount Ulandra.
I omgivningarna runt Mount Ulandra växer huvudsakligen savannskog. Genomsnittlig årsnederbörd är 709 millimeter. Den regnigaste månaden är februari, med i genomsnitt 114 mm nederbörd, och den torraste är oktober, med 29 mm nederbörd.